# Erwin Albert
Erwin Albert (27 marzo 1954) è un allenatore di calcio ed ex calciatore tedesco, di ruolo attaccante.

## Carriera
È stato capocannoniere del campionato belga nella stagione 1978-1979 con la maglia del Beveren, che conquista nello stesso anno il titolo belga. In seguito conquista in gialloblù un altro titolo nella stagione 1983-84, più una Coppa del Belgio e una Supercoppa del Belgio.

## Palmarès
- Landesliga Bayern-Nord: 1

Hassfurt: 1975-1976
- Campionato belga: 2

Beveren: 1978-1979, 1983-1984
- Coppa del Belgio: 1

Beveren: 1982-1983
- Supercoppa del Belgio: 1

Beveren: 1984